# (31968) 2000 HH5
2000 إتش إتش 5 (ويعرف أيضًا باسم (31968) 2000 إتش إتش 5 وفق تسمية الكوكب الصغير) (بالإنجليزية: 2000 HH5)‏ هو كويكب ضمن حزام الكويكبات؛ وترتيبه 31968 من حيث الاكتشاف.
اكتُشف هذا الجُرم الفلكي بواسطة بحث لنكولن عن الكويكبات القريبة من الأرض في 28 أبريل 2000.

## وصلات خارجية
- (31968) 2000 HH5 في قاعدة بيانات مختبر الدفع النفاث لأجرام النظام الشمسي الصغيرة

- الاكتشاف · مخطط المدار ·  العناصر المدارية · المعلمات المادية

- (31968) 2000 HH5 على موقع ويكي سكاي: DSS2, SDSS, GALEX, IRAS, Hydrogen α, X-Ray, Astrophoto, Sky Map, Articles and images